# Roope Hintz
Roope Hintz (* 17. November 1996 in Tampere) ist ein finnischer Eishockeyspieler, der seit Mai 2017 bei den Dallas Stars in der National Hockey League unter Vertrag steht und für diese auf der Position des linken Flügelstürmers spielt. Sein älterer Bruder Miiko Hintz war ebenfalls professioneller Eishockeyspieler.

## Karriere

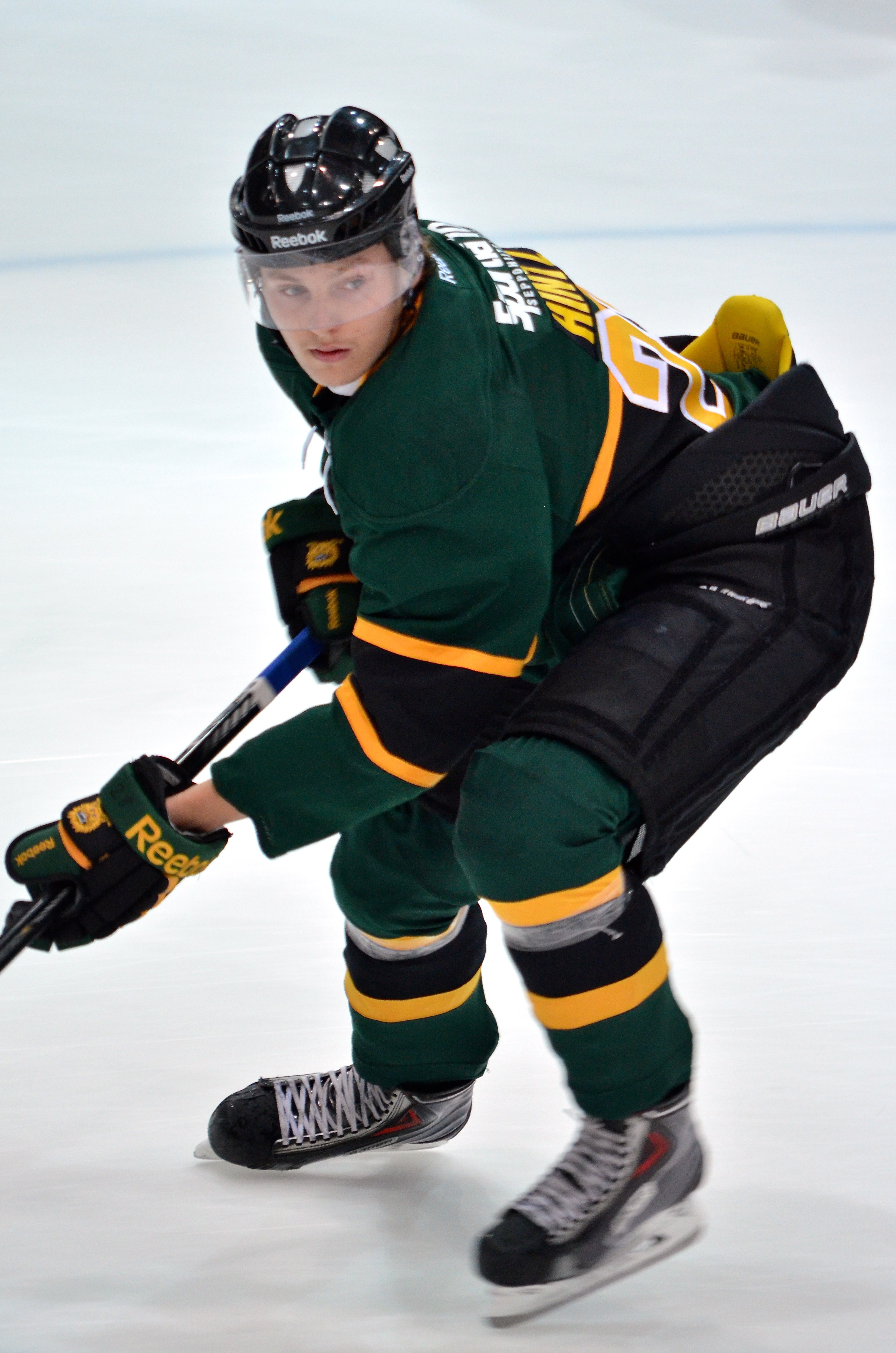
Hintz im Trikot von Tampereen Ilves (2013)

Roope Hintz wurde in Tampere geboren und durchlief dort die Nachwuchsabteilungen von Tampereen Ilves. Teile der Saison 2012/13 verbrachte er bereits in Nordamerika und lief dort für die Tampa Bay Juniors sowie für die Bismarck Bobcats in der North American Hockey League auf, kehrte allerdings vorerst wieder nach Finnland zurück. Dort stand der linke Flügelstürmer mit Beginn der Spielzeit 2013/14 für die U20 von Ilves in der Nuorten SM-liiga auf dem Eis, der ranghöchsten Juniorenliga seines Heimatlandes. Parallel dazu debütierte er auch für die Profimannschaft des Klubs in der Liiga. Dort etablierte sich Hintz im Folgejahr, sodass er nach 17 Scorerpunkten aus 42 Spielen in der höchsten Profiliga Finnlands von den Dallas Stars an 49. Position im NHL Entry Draft 2015 ausgewählt wurde; ebenso wie an 72. Stelle von Lokomotive Jaroslawl im KHL Junior Draft 2015.
Vorerst verblieb Hintz jedoch in Finnland und wechselte im Sommer 2015 innerhalb der Liiga zum Helsingfors IFK (HIFK), mit dem er in der anschließenden Saison 2015/16 das Playoff-Finale erreichte, dort allerdings an Tappara scheiterte. Nach einer weiteren Leistungssteigerung auf 30 Punkte in der Spielzeit 2016/17 unterzeichnete der Finne schließlich im Mai 2017 einen Einstiegsvertrag bei den Dallas Stars. Diese setzten ihn anschließend bei ihrem Farmteam, den Texas Stars, in der American Hockey League (AHL) ein, mit denen er 2018 das Playoff-Endspiel um den Calder Cup erreichte, jedoch den Toronto Marlies unterlag. Im Oktober 2018 debütierte Hintz auch für Dallas in der National Hockey League (NHL) und kommt dort seither regelmäßig zum Einsatz. Mit Dallas erreichte er in den Playoffs 2020 das Endspiel um den Stanley Cup, unterlag dort jedoch den Tampa Bay Lightning mit 2:4. Anschließend unterzeichnete er im November 2020 einen neuen Dreijahresvertrag in Dallas, der ihm ein durchschnittliches Jahresgehalt von 3,15 Millionen US-Dollar einbringen soll. In der folgenden, verkürzten Saison 2020/21 erreichte der Finne mit 43 Punkten in 41 Spielen erstmals einen Punkteschnitt von über 1,0 pro Spiel und bestätigte diese Leistungssteigerung im Folgejahr 2021/22 mit 72 Punkten aus 80 Partien.
Daher unterzeichnete Hintz im November 2022 einen neuen Achtjahresvertrag in Dallas, der ihm mit Beginn der Saison 2023/24 ein durchschnittliches Jahresgehalt von 8,45 Millionen US-Dollar einbringen soll.

### International
Erste internationale Erfahrungen sammelte Hintz mit der finnischen U20-Nationalmannschaft, mit der er an den U20-Weltmeisterschaften 2015 und 2016 teilnahm. Dort belegte das Team erst den siebten Rang, bevor im Folgejahr der Weltmeistertitel errungen wurde. Im Rahmen der Saison 2016/17 der Euro Hockey Tour debütierte der Angreifer zudem für die A-Nationalmannschaft seines Heimatlandes. In der Folge nahm er am 4 Nations Face-Off 2025 teil.

## Erfolge und Auszeichnungen
- 2016 Goldmedaille bei der U20-Weltmeisterschaft
- 2017 Topscorer der Liiga-Playoffs

## Karrierestatistik
Stand: Ende der Saison 2024/25

### International
Vertrat Finnland bei:
- U20-Weltmeisterschaft 2015
- U20-Weltmeisterschaft 2016
- 4 Nations Face-Off 2025

(Legende zur Spielerstatistik: Sp oder GP = absolvierte Spiele; T oder G = erzielte Tore; V oder A = erzielte Assists; Pkt oder Pts = erzielte Scorerpunkte; SM oder PIM = erhaltene Strafminuten; +/− = Plus/Minus-Bilanz; PP = erzielte Überzahltore; SH = erzielte Unterzahltore; GW = erzielte Siegtore; 1 Play-downs/Relegation; Kursiv: Statistik nicht vollständig)